# Explorer 35
Explorer 35 – amerykański satelita wystrzelony w ramach programu Explorer, pierwszy statek kosmiczny tego programu, który znalazł się na orbicie wokół Księżyca. Prowadził badania plazmy międzyplanetarnej, pola magnetycznego oraz promieniowania rentgenowskiego pochodzącego od Słońca. Odkrył m.in., że Księżyc nie posiada magnetosfery. Pracował przez sześć lat, został wyłączony z użytkowania 24 czerwca 1973.

## Instrumenty naukowe
- magnetometry
- komora jonizacyjna
- licznik Geigera
- puszka Faradaya
- detektor mikrometeroidów
- radar